# 佐竹義敏
佐竹 義敏（さたけ よしとし）は、江戸時代中期の出羽国岩崎藩（秋田新田藩）の世嗣。通称は求馬。

## 略歴
第2代藩主・佐竹義道の次男として誕生した。母は初代藩主・佐竹義長の娘・昆。
兄・義明が佐竹義峯の婿となって末期養子として本藩・久保田藩を継いだため、岩崎藩佐竹家嫡子となった。しかし、家督を継ぐことなく宝暦13年（1763年）3月2日（あるいは2月29日）に38歳で死去した。
嫡子の座は弟の義忠が継承し、第3代藩主となった。

## 系譜
- 父：佐竹義道（1701年 - 1765年）
- 母：昆 - 明鏡院、佐竹義長娘
- 正室：佐竹義智娘
- 室：木暮氏
  - 長男：佐竹義祇（1759年 - 1793年）